# Ahegao

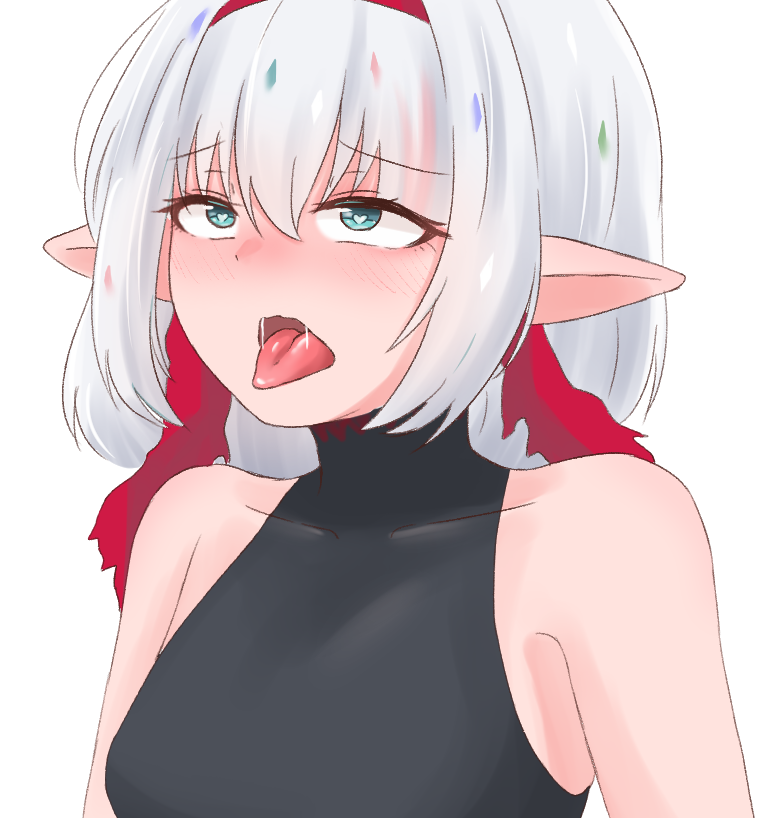
Expressão facial Ahegao

A youtuber Belle Delphine foi destacada por vídeos em que fazia uma cara séria, o que lhe valeu a atenção dos media.

Ahegao (アヘ顔) é um termo na pornografia japonesa para uma expressão facial exagerada de personagens (geralmente femininas) durante o sexo, normalmente com olhos revirados ou cruzados, língua saliente e rosto levemente avermelhado, para representar um orgasmo. O estilo é frequentemente usado em erotismo mangá, animes (hentai), e videogames (erogē).

## História
Também conhecido como O-Face, o termo ahegao  data pelo menos desde o início dos anos 90. As revistas pornográficas usaram a palavra para descrever as expressões faciais de atrizes pornôs de ação ao vivo durante o orgasmo. No mesmo contexto, ahegao foi usado em algumas postagens no 2Channel e em sua comunidade irmã para conteúdo adulto, BBSPink, bem como em vídeos pornográficos em plataformas de comércio eletrônico adulto no início dos anos 2000.
Em meados da década de 2000, o uso do termo aumentou, e o estilo de desenho tornou-se bastante convencionalizado e começou a se espalhar por todo o otaku cultura. Em 2008, foi lançado a primeira antologia doujinshi com o tema ahegao, foi lançado. Nos anos 2010, os principais editores produziram mais antologias ahegao. Naquela época, a expressão facial era destaque em vídeos pornográficos regulares durante a popularização de hentai  fetiches na indústria do sexo na vida real.
Além disso, ahegao às vezes, expressões faciais exageradas são apresentadas em obras normais de anime e mangá, em um contexto não sexual.

## Descrição
Características típicas são olhos revirados (às vezes com pupilas em forma de estrela ou coração), língua pendurada e bochechas coradas. O formato geral do rosto de um personagem também pode ser distorcido nas cenas ahegao. Representações de ahegao  são frequentemente desenhados intencionalmente exagerados para criar um efeito surreal. Vários níveis de distorção são usadas para representar diferentes graus de excitação sexual
Embora Ahegao seja frequentemente usado em mangás, animes e videogames pornográficos, não é um termo exclusivos dos hentais. Um número de trabalhos não adultos apresentam rostos ahegao, geralmente parodiando a pornografia.

## Etimologia
A primeira parte do termo, ahe ( katakana : アヘ  ;representável em kanji ) é uma abreviação de aheahe  ( アヘアヘ  ), uma onomatopéia para 'desejo' ou 'gemido'. A segunda parte, gao  ou kao  (顔 ) é kanji e é japonês para 'face'. Assim, ahegao  pode ser interpretado como 'rosto gemido ou ofegante' ou, mais vagamente, como 'rosto estranho'.
Outro termo que é semelhante ao ahegao  é ikigao  (イキガオ ) que significa 'rosto [ou seja, orgásmico]'. A diferença entre ahegao  e ikigao  estilo de arte é o desenho mais realista usado para o ikigao , encontrado em trabalhos relativamente mais populares.

## Meme da Internet e rede social
De acordo com um artigo do site de jogos adultos Nutaku, ahegao  em combinação com o sinal de paz se tornou um meme da Internet no Japão, conhecido como " ahegao paz dupla "(peace アヘ顔ダブルピース ) Em 2018, Belle Delphine obteve cobertura de vários meios de comunicação para sua modelagem no Instagram, que muitas vezes apresentava suas expressões de ahegao.

## Vestuário Ahegao
Em 2015, uma imagem do artista hentai Hirune representando vários personagens de anime com a expressão ahegao circulou na Internet. Em 16 de março de 2016, a imagem foi gravada como sendo usada em capas de telefone, travesseiros e bolsas da Coreia do Sul . Mais tarde naquele ano, as fotos apareceram nas roupas. Em maio de 2017, essas imagens começaram a aparecer na moda ocidental, as roupas representando, entre outras obras, uma imagem do hentai Danke Dankei Revolution de Asanagi. Esta versão agora é vendida pela editora de hentai em inglês Fakku. As roupas provocaram um debate sobre se as imagens são sexistas.

### Proibição de vestuário Ahegao
Em janeiro de 2020, várias convenções de anime nos Estados Unidos baniram as roupas de Ahegao por seus motivos. Os visitantes vestindo essas roupas são proibidos de entrar no evento. Isso levou a uma discussão controversa na comunidade mundial de anime.